# Antonio Raggi
Pour les articles homonymes, voir Raggi.
Antonio Raggi (ou Antonio Lombardo, né en 1624 à Vico Morcote dans le canton du Tessin, en Suisse, et mort en 1686 à Rome) est un sculpteur italien du XVIIe siècle.

## Biographie
Antonio Raggi a, dans un premier temps, travaillé dans l'atelier d'Alessandro Algardi, avant de rejoindre en 1647 celui de Gianlorenzo Bernini, dit Le Bernin, qui a été son maître pendant près de trois décennies.
Il est notamment l'auteur des décorations de San Tomaso di Villanova à Castel Gandolfo (1660-1661), des statues de Saint Bernardino et du Pape Alexandre VII Chigi du Dôme de Sienne et de la Vierge à l'Enfant de la chapelle Saint-Joseph des Carmes à Paris (1650-1651).
Son chef-d'œuvre est le bas-relief de marbre représentant la Mort de sainte Cécile dans l'église de Sant'Agnese in Agone, près de la Piazza Navona à Rome.
Il est le sculpteur de l' Ange à la colonne sur le Pont Saint-Ange à Rome.
Il a été élu à l'Accademia di San Luca le 1er juillet 1657.
Mais il a notamment fait partie des sculpteurs de la fontaine des Quatre-Fleuves, pour laquelle il a sculpté la statue représentant le Danube. Il y a travaillé au côté de quatre grands artistes, dont le Bernin et Borromini.